# Live (группа)
Live (Лайв) — американская альтернативная рок/пост-гранж группа из Йорка, штат Пенсильвания, существующая с 1984 года и известная благодаря своему мультиплатиновому альбому Throwing Copper (1994).

## Состав
- Эд Ковальчик — вокал, гитара (1984—2009, 2016 — наши дни)
- Чэд Тейлор — гитара
- Патрик Далхеймер — бас-гитара
- Чэд Грейси — барабаны
- Крис Шинн — вокал, гитара (2011—2016)

## Дискография
| Альбом                    | Дата выхода      | Место в чартах | Место в чартах | Продажи в США                  |
| Альбом                    | Дата выхода      | US Albums      | UK Albums      | Продажи в США                  |
| ------------------------- | ---------------- | -------------- | -------------- | ------------------------------ |
| The Death of a Dictionary | Июнь 1989        | -              | -              | -                              |
| Mental Jewelry            | 31 декабря 1991  | 73             | -              | Платиновый (более 1 млн копий) |
| Throwing Copper           | 26 апреля 1994   | 1              | 37             | 7x платиновый                  |
| Secret Samadhi            | 18 февраля 1997  | 1              | 31             | Дважды платиновый              |
| The Distance to Here      | 5 октября 1999   | 4              | 56             | Платиновый                     |
| V                         | 18 сентября 2001 | 22             | -              | 350 000                        |
| Birds of Pray             | 20 мая 2003      | 28             | -              | 445 000                        |
| Songs from Black Mountain | 6 июня 2006      | 52             | -              | 90 000                         |
| The Turn                  | 28 октября 2014  | -              | -              | -                              |

## Видеография
- Выступление в передаче MTV Unplugged (1995)